# Cortyta grisea
Cortyta grisea là một loài bướm đêm trong họ Erebidae.